# سرود سنت اولالی

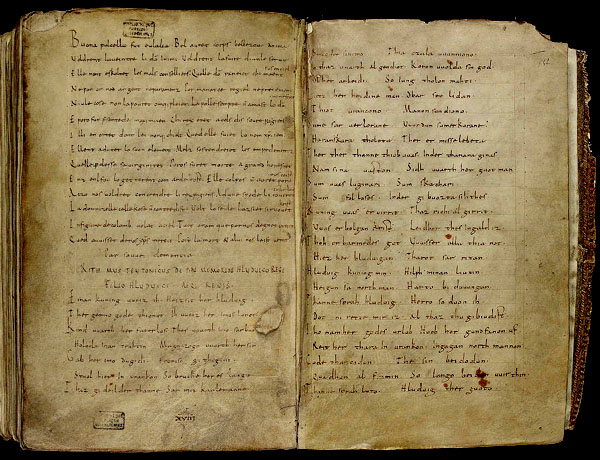
نسخه خطی سرود سنت اولالی

سرود سنت اولالی نخستین متن ادبی است که به زبان گالی رومی نوشته شده است، یعنی فرمی از زبان لاتین گفتاری که در ابتدای سده‌های میانه در سرزمین گال مرسوم شده بود. این زبان ریشهٔ اصلی زبان فرانسه است. این متن نسبت به سوگندهای استراسبورگ خیلی به زبان مردم نزدیک تر است و به همین دلیل می‌توان آن را نخستین متن ادبی به زبان فرانسوی دانست. این سرود داستان کشته شدن قدیسه‌ای به نام اولالی (Eulalie) از اهالی مریدا است که دعایی در آخر آن نوشته شده است. این شعر به سبک کارهای لاتین پرودانس (Prudence) شاعر در کتاب لیبر پری استفانون (Liber Peristephanon) نزدیک است و ۲۹ سطر ده هجایی دارد و به جای قافیه آسونانس دارد یعنی واکه تلفظ شده هجای آخر (و نه چند واژ) هر سطر شبیه دیگری است. مثلاً به این ترتیب inimi با seruir آسونانس دارد چون واکه تلفظ شده در هجای آخر هر دو کلمه یکی (i) است.

## پیدایش
از وقتی که هوفمن فون فلرسلبن (Hoffmann von Fallersleben) در سال ۱۸۳۷ این متن را یافت، بحث‌هایی در مورد این شعر و مخصوصاً معنای سطر پانزدهم آن در جریان است. همه معتقدند این متن متعلق به سرزمین تحت حاکمیت لوتر دوم (atelier lotharingien) است ولی هیچ سندی وجود ندارد که این حدس را تقویت کند. این متن که محصول سال‌های ۸۸۰ یا ۸۸۱ است در میان عده‌ای از متون یافت شد که بخشی از آن‌ها سخنرانی‌های لاتینی گرگوار قدیس (saint Grégoire)است و چهار شعر دیگر نیز در میان آن است که سه مورد به زبان لاتین و یکی به نام لودویگسگلید (Ludwigslied) به زبان تودسک (ژرمنی) است. این نوع متون طبق رسوم فرقه گرگوار، از جمله در صومعه سنت امان لزو (Saint-Amand-les-Eaux) نزدیک والانسین (Valenciennes) به آواز خوانده می‌شد. این متن یکی از پیشگامان تولد زبان رومی پیکاردی است و خواص چشمگیری از این زبان را در خود دارد. ولی بیشوف (Bischoff) می‌گوید این متن در جایی نزدیک لیژ (Liège) و اکس لشپل (Aix-la-Chapelle) نوشته شده است و چنین تصوراتی است که باعث می‌شود لئوپولد ژنیسو (Léopold Genicot) بگوید نخستین فریادهای ادبیات فرانسه در منطقه والونی (Walonie) کشیده شده است. در عین حال می‌توان تصور کرد این اتفاق در صومعه النون (Elnone) رخ داده باشد که روحانی موسیقی دانی به نام اوکبالد (Hucbald) بین سال‌های ۸۵۰ تا ۹۳۰ آن را اداره می‌کرده است. این نسخه خطی بین سال‌های ۱۱۵۰ تا ۱۷۹۰ در کتابخانه صومعه سنت امان ماند تا این که انقلابیون در این سال آن را به کتابخانه والانسین منتقل کردند.

## نسخه خطی
این متن پشت بخشی از برگه۱۴۱ دست نوشته ۱۵۰ کتاب‌خانه ملی والانسین نوشته شده است و پیش از سده دوازدهم در صومعه سنت امان لزو بوده است. موریس دلبوی (Maurice Delbouille) می‌گوید «این متن ابتدا حاوی نسخه‌ای از ترجمه لاتین سخنرانی سن گرگوار بوده است که روفین (Rufin) آن را نوشته است و روفن صاحب دست الف یعنی اولین دستی است که در ابتدای دوران کارولنژی، در ساحل چپ راین در لورن سفلی (Basse Lorraine) این متن را تولید کرده است. دست دیگری که به دست ب مشهور است سرودی لاتینی مربوط به فرقه اولالی قدیس را در اواخر سده یازدهم پشت صفحه ۱۴۱ می‌نویسد و در این مسیر پیرو روش پرودانس است که در سده چهارم شعری در ستایش این زن نوشته است. دست سومی به نام دست پ شعری رومی با ساختاری مشابه پشت همین برگه نوشته است. در شعر لاتین یا رومی این ساختار رعایت نشده است و دلیل آن غفلت نسخه برداران بوده است و هر دو متن را با نغمه‌ای که امروز به دست ما نرسیده است می‌خوانده‌اند». دست سوم پشت همان برگه۱۴۱ خطوطی از ابتدای سرود لودویگسگلید را نوشته استکه داستان پیروزی لویی شاه بر وایکینگ‌ها در جنگ سکور ان ویمو (Saucourt-en-Vimeu) در آگوست سال ۸۸۱ را روایت می‌کند. زبان این متن فرانسیک یعنی زبان قسمت شمالی منطقه گال-رومی است که نخبگانش دو زبانه بودند. موریس دلبوی می‌گوید ارتباط بین زبان روزمره و علمی که نخبگان هر دوی آن را می‌دانستند باعث تحولی مخفی در تک تک آن‌ها شد و زبان فرانسه به این ترتیب متولد شد. او می‌گوید خاصیت‌های زبان‌های پیکاردی، والونی و شامپاین نشان می‌دهد با این که لهجه‌ها در اواخر سده۱۳ تکامل یافت در اواخر سده نهم نوعی سبک بیان شعری مشترک بین این زبان‌ها وجود داشته است.

## متن رومی با ترجمه
اولالی دوشیزهٔ نیکی بود Buona pulcella fut Eulalia.
بدنی زیبا و روحی زیبا داشت Bel auret corps bellezour anima.
دشمنان خدا خواستند بر او غالب شوند Voldrent la ueintre li d[õ] inimi.
تا وی را نیز بردهٔ شیطان کنند Voldrent la faire diaule seruir.
او این بیان پلید را گوش نکرد Elle nont eskoltet les mals conselliers.
چگونه ساکن آسمان خدا را نفی کند؟ Quelle d[õ] raneiet chi maent sus en ciel.
نه به خاطر طلا و نقره، و نه جواهرات Ne por or ned argent ne paramenz.
نه به تهدید شاه و نه با التماس Por manatce regiel ne preiement.
هیچ چیز نتوانست او را وادار به تسلیم کند Niule cose non la pouret omq[ue] pleier.
چرا که او دل بستهٔ خداوند بود La polle sempre n[on] amast lo d[õ] menestier.
به همین دلیل او را به نزد ماکسیمین بردند E por[ ]o fut p[re]sentede maximiien.
که شاه کافران آن دوران بود Chi rex eret a cels dis soure pagiens.
که او را توبه دهد و او نپذیرفت Il[ ]li enortet dont lei nonq[ue] chielt.
تا نام مسیحی را از خود بردارد Qued elle fuiet lo nom xp[ist]iien.
تا خود را جمع و جور کند Ellent adunet lo suon element
به زنجیرش کشیدند Melz sostendreiet les empedementz.
تا بکارت وی را بردارند Quelle p[er]desse sa uirginitet.
به این ترتیب با شرافت کامل کشته شد Por[ ]os suret morte a grand honestet.
وی را به آتش انداختند تا بسوزد Enz enl fou la getterent com arde tost.
و او چون بی گناه بود نمی‌سوخت Elle colpes n[on] auret por[ ]o nos coist.
ولی شاه کافران ایمان نیاورد A[ ]czo nos uoldret concreidre li rex pagiens.
دستور داد با شمشیر سرش را ببرند Ad une spede li roueret tolir lo chief.
و دختر سر از این مجازات برنتافت La domnizelle celle kose n[on] contredist.
چون به دستور مسیح مایل بود زندگی را ترک گوید Volt lo seule lazsier si ruouet krist.
و چون کبوتری به آسمان پرواز کرد In figure de colomb uolat a ciel.
امید آن که برای ما نیز دعا بگوید Tuit oram que por[ ]nos degnet preier.
تا مسیح بر ما رحم آورد Qued auuisset de nos Xr[istu]s mercit
تا پس از مرگ بر وی وارد شویم Post la mort & a[ ]lui nos laist uenir.
در رحمت او. Par souue clementia.

## اشارات زبانی متن
کلماتی چون diaule نشان از تأثیر بیان پیکاردی و والون بر این شعر دارد. حضور کامتی چون cose و kose نشان از تأثیر زبان‌های نرمن و پیکار دارد چون فقط این زبان‌ها امروز این گونه تلفظ می‌کنند و در فرانسه این کلمه به chose تغییر کرده است. دارکو سیویلیو اول (D'Arco Silvio Avalle) می‌گوید اثراتی از زبان لورن و شاپانی در این متن است چون فقط این زبان‌ها نوشتار مشترک داشته‌اند.
از این متن است که می‌فهمیم:
حرف تعریف‌های فرانسهٔ امروز چطور با زبان لاتین فرق دارد: (li inimi، lo nom، enl به جای en lo، la domnizelle)
واکه‌های آخر در زبان لاتین به e در زبان فرانسه تبدیل شده است (pulcella به pucelle و cose به به chose و arde به arde [که e در معادل‌های لاتینی تلفظ می‌شود ولی در زبان فرانسه در آخر کلمات تلفظ نمی‌شود])
واکه‌های ساده در زبان لاتین به واکه مرکب در لاتین تبدیل شده و دوباره در فرانسه ساده شده است (مثل bona در لاتین که به buona در رومی و بعد به bonne در فرانسه تبدیل می‌شود یا toti در زبان لاتین که به tuit در رومی و tous در فرانسه تبدیل می‌شود)
نخستین مورد وجه التزامی در زبان فرانسه در عبارت sostendreiet در این شعر است. این وجه در زبان لاتین وجود ندارد و با استفاده از فهم مورفولوژیک از آینده و نشانه‌های گذشتهٔ استمراری ساخته شده است.